# Георги Настев (революционер)
 Тази статия е за дееца на ВМРО.  За други значения вижте Георги Настев (пояснение).  
Георги Иванов Настев, известен и като Жоро Настев, Люлински, Лютов или Г. Лютов, е български революционер, член на Централния комитет на Вътрешната македонска революционна организация.

## Биография
Георги Настев е роден в семейство на Иван Настев и Василка Настева, бежанци от Охрид. Става пълномощник на ВМРО в Разложко. В 1925 година е специален пратеник на Централния комитет при Градевските и Дъбнишките събития. След разцеплението на ВМРО през 1928 година, минава на страната на Иван Михайлов. Делегат е на VII конгрес на ВМРО през юли 1928 година. През юли и август 1928 година заедно с четата на Стоян Вардарски отблъсква четите на протогеровистите при Юндола и Обидим, предводителствани от Петър Шанданов. Той е сред ръководителите на елиминирането на Борис Изворски и неговите четници.
На VIII конгрес на ВМРО през април 1932 година е избран за член на ЦК на ВМРО. Отговаря за финансите на организацията и за бойната подготовка на населението от Пиринска Македония. Контролира дейността на четите и въоръжените групи по долината на Струма.
След преврата от 1934 година е обявен за съдебно издирване, заловен е при опит да емигрира в Турция и е осъден на смърт, но по-късно присъдата е заменена с доживотен затвор. В 1940 година е амнистиран. По време на българското административно управление във Вардарска Македония посещава Скопие и установява контакт с Иван Михайлов и на 7 – 8 септември 1944 година участва в разширеното заседание на ЦК на ВМРО. Заедно с други дейци работи за възстановяването на ВМРО като легална организация.
Обявява се против насилствената македонизация на населението от Пиринска Македония. Според висшия офицер от Държавна сигурност Стефан Богданов по лични указания на комунистическия лидер Георги Димитров е наредено през лятото на 1946 година да бъдат ликвидирани без особена публичност няколко дейци на ВМРО, сред които са Кирил Дрангов и Георги Настев, като изпълнението на задачата е възложено на полковник Лев Главинчев. Настев е арестуван на 7 юни 1946 година и е убит без съд и присъда още същия ден, заедно с други негови съмишленици. Лобното му място е неизвестно.